# 枝優花
枝 優花（えだ ゆうか、1994年3月2日 - ）は、日本の映画監督、脚本家、写真家。

## 経歴
群馬県高崎市出身。小学生の頃に演劇のワークショップに参加した経験があり幼少期から演劇には関わっていたが、当時は映画監督という職業を志してはいなかった。
東京農業大学第二高等学校を経て、東洋大学社会学部メディアコミュニケーション学科入学を機に上京。その後、早稲田大学内の映画サークルに入部。当時、先輩の代わりに急遽制作した『さよならスピカ』を第26回早稲田映画まつりに出品。審査員を務めていた松居大悟監督らから評価を受け審査員特別賞を受賞。次年度の2014年にも『美味しく、腐る。』で観客賞を受賞した。
卒業後の2017年、演劇関係のスタッフとして働く傍ら、自らが脚本と監督を務めた初の長編映画『少女邂逅』が公開前に口コミなどで話題となり上映館が拡大。新宿武蔵野館ではロングラン上映され大ヒットとなった。当作品は、自身の14歳のころの実体験が原案となっている。
2020年1月、TOKYO MX『スイーツ食って何が悪い!』で自身初となるテレビドラマの監督・脚本を担当。

## 作品

### 映画
- さよならスピカ（2013年、監督・脚本・編集）
- 美味しく、腐る。（2014年、監督・脚本・編集）
- 少女邂逅（2018年、監督・脚本・編集）
- 21世紀の女の子「恋愛乾燥剤」（2019年、監督・脚本）
- 放課後ソーダ日和 特別版（2019年、監督・脚本）
- MIRRORLIAR FILMS Season1 「Petto」（2021年、監督・脚本）
- 息をするように（2021年、監督・脚本）
- イカロス 片羽の街の中の『豚知気人生』（2023年、監督・脚本）U-NEXTにて配信[6]

### テレビドラマ
- スイーツ食って何が悪い!（2020年1月14日、TOKYO MX、監督・脚本）
- あのコの夢を見たんです。（2020年10 - 12月、テレビ東京系、オープニング映像および第1・4・7・8・10話 監督）
- 神木隆之介の撮休（2022年1 - 2月、WOWOWプライム、第4話 監督）
- みなと商事コインランドリー（2022年7 - 9月、テレビ東京系、第5・6・7・8話 監督）
- ドラマ25（テレビ東京系）
  - 『クールドジ男子』（2023年4月14日 - 6月30日、第4・5・8話 監督）
  - 『こむぎの満腹記』（2023年9月29日、10月6日、監督）
- ドラマシャワー『ワンルームエンジェル』（2023年10月20日 - 11月24日、MBS系、監督）
  - ドラマフィル『コールミー・バイ・ノーネーム』（2025年1月10日 - 2月28日、MBS系、監督）
- ドラマストリーム『瓜を破る〜一線を越えた、その先には』（2024年1月24日 - 3月20日、TBS、監督）
- ドラマイズム
  - 『墜落JKと廃人教師Lesson2』（2024年6月19日 - 7月24日、MBS・TBS、第1・2・5・最終話 監督）
  - 『ゲレンデ飯』（2025年4月9日 - 23日、MBS・TBS、監督）

### 配信ドラマ
- 放課後ソーダ日和（2018年6月29日 - 8月20日、YouTube、監督・脚本）

### ミュージックビデオ
- とけた電球
  - 「心が忘れない」（2017年）YouTube
  - 「魔法が使えないから」（2017年）YouTube
- 高井息吹「今日の秘密」（2017年）YouTube
- STU48「暗闇」（2017年）YouTube
- indigo la End
  - 「蒼糸」（2018年）YouTube
  - 「はにかんでしまった夏」（2019年）YouTube
- マカロニえんぴつ「レモンパイ」（2018年）YouTube
- 吉澤嘉代子「女優」（2018年）YouTube
- 佐藤千亜妃「空から落ちる星のように」（2019年）YouTube
- Natural Lag「蜃気楼」（2020年）YouTube
- 羊文学「砂漠のきみへ」（2020年）YouTube
- 崎山蒼志
  - 「Samidare」（2020年）YouTube
  - 「Heaven」（2020年）YouTube
  - 「Undulation」（2021年）YouTube
- Karin.
  - ショートフィルム「solitude ability - 過去と未来の間 - 」（2021年）YouTube
  - ショートフィルム「solitude ability - 涙の賞味期限 - 」（2021年）YouTube
  - 「信じること」（2021年）YouTube
- Awesome City Club「またたき」（2021年）YouTube
- Homecomings「光の庭と魚の夢」（2023年）YouTube
- Mrs. GREEN APPLE「天国」（2025年）YouTube
- ジェシー(SixTONES)「虹、僕」（2025年）YouTube
- yama「Ever」（2025年）YouTube

### PR動画
- 佐賀県唐津市 PR short film 『#カラフルカラツ』[7]

### 写真

#### 雑誌
- 装苑 - 不定期
- ViVi - 不定期

#### その他
- とけた電球「魔法が使えないから」（2017年、アルバムジャケット）
- 無限ファンデーション（2018年、 ポスタースチール）
- KIRINGI「Melancholy mellow」（2019年、アルバムジャケット）
- yonige「健全な朝」（2020年、アルバムジャケット）
- 「名曲考察教室」 （2025年1月18日、NHK Eテレ、『悪女』MV）[8]

### コラム
- 装苑「主人公になれない私たちへ」（2018年4・5月号 - ）

## 受賞歴
- 2013年
  - 第26回早稲田映画まつり 観客賞・審査員特別賞（『さよならスピカ』）

- 2014年
  - 第27回早稲田映画まつり 観客賞（『美味しく、腐る。』）

- 2018年
  - 第6回バルセロナ・アジア・フィルムフェスティバル パノラマ部門 最優秀監督賞（『少女邂逅』）

- 2019年
  - 第28回日本映画批評家大賞 新人監督賞（『少女邂逅』）